# 塞龙 (索恩-卢瓦尔省)
塞龙（法語：Céron，法語發音：[seʁɔ̃]）是法国索恩-卢瓦尔省的一个市镇，属于沙罗勒区。

## 地理
塞龙（46°16'57"N, 3°56'38"E）面积23.53 平方千米，位于法国勃艮第-弗朗什-孔泰大區索恩-卢瓦尔省，该省份为法国中部省份，北起顺时针与科多尔省、汝拉省、安省、罗讷省、卢瓦尔省、阿列省和涅夫勒省接壤。
与塞龙接壤的市镇（或旧市镇、城区）包括：勒布绍、于尔比斯、尚比伊、舍奈勒沙泰勒。

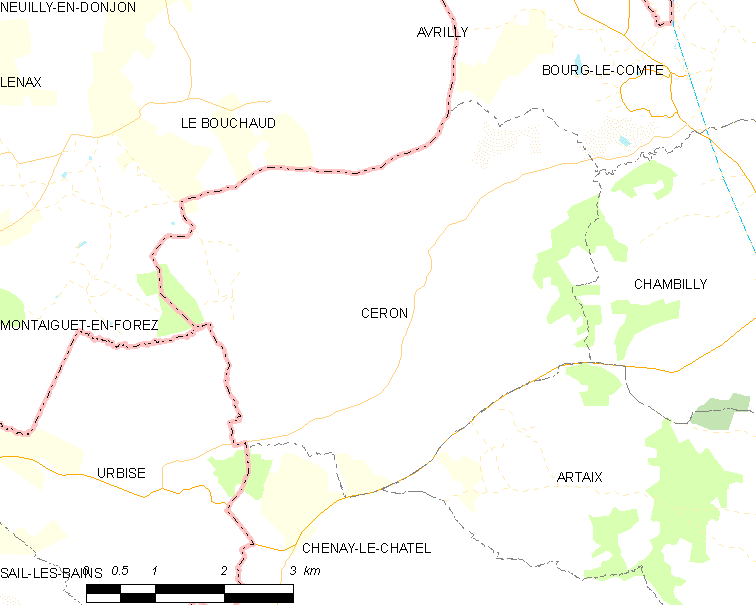
的OSM定位图

塞龙的时区为UTC+01:00、UTC+02:00（夏令时）。

## 行政
塞龙的邮政编码为71110，INSEE市镇编码为71071。

## 政治
塞龙所属的省级选区为帕赖勒莫尼亚勒县。

## 人口

1962-2008年间人口变化图示

塞龙于2022年1月1日时的人口数量为264人。